# Francisco do Borja Pereira do Amaral
Francisco do Borja Pereira do Amaral (* 10. Oktober 1898 in Campinas, Brasilien; † 1. Mai 1989 in Taubaté) war ein brasilianischer Geistlicher und römisch-katholischer Bischof von Taubaté.

## Leben
Francisco do Borja Pereira do Amaral empfing am 15. August 1922 das Sakrament der Priesterweihe.
Am 21. Dezember 1940 ernannte ihn Papst Pius XII. zum ersten Bischof von Lorena. Der Bischof von Campinas, Francisco de Campos Barreto, spendete ihm am 16. Februar 1941 die Bischofsweihe; Mitkonsekratoren waren der Bischof von Pouso Alegre, Octávio Augusto Chagas de Miranda, und der Weihbischof in Campinas, Joaquim Mamede da Silva Leite.
Pius XII. bestellte ihn am 3. Oktober 1944 zum Bischof von Taubaté. Am 5. Mai 1976 nahm Papst Paul VI. das von Pereira do Amaral vorgebrachte Rücktrittsgesuch an.
Francisco do Borja Pereira do Amaral nahm an allen Sitzungsperioden des Zweiten Vatikanischen Konzils teil.